# Helga Piur

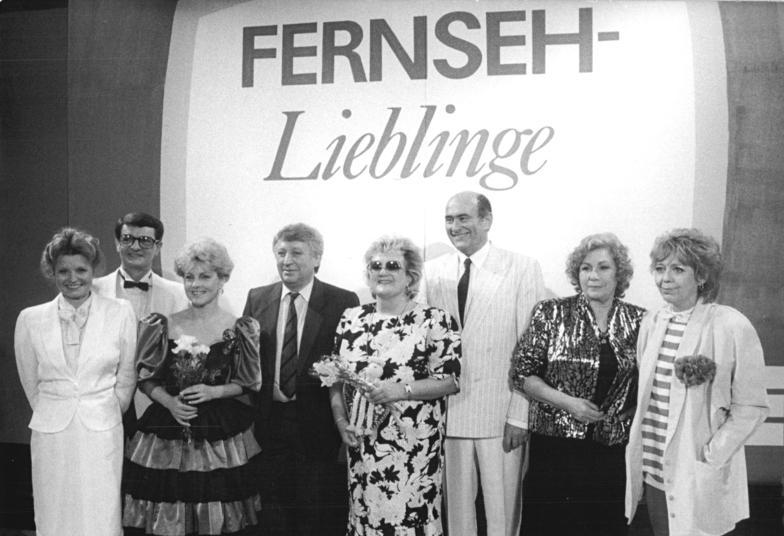
Helga Piur (links außen) mit den Preisträgern des Fernsehliebling 1987

Helga Piur (verheiratete Piur-Stahnke; * 24. Mai 1939 in Berlin) ist eine deutsche Schauspielerin, die durch Film- und Fernsehproduktionen der DEFA und des Deutschen Fernsehfunks (DFF), vor allem durch ihre Rolle der Sprechstundenhilfe Victoria Happmeyer, genannt „Häppchen“ in der Arztserie Zahn um Zahn, bekannt wurde. Daneben wirkte sie im Rundfunk und als Synchron- und Hörspielsprecherin, wo sie unter anderem als Brigitte Neumann in 678 Folgen der Hörspielserie Neumann, zweimal klingeln zu hören war.

## Leben

### Frühe Jahre und Ausbildung
Helga Piur wurde im Mai 1939 als jüngstes von sechs Kindern in Berlin geboren. Als sie fünf Jahre ist, stirbt ihre Mutter, woraufhin sie bei der Schwester ihres Vaters und deren Mann aufwuchs. Als sie mit zwölf Jahren dem Rundfunk-Kinderchor beitritt beschließt sie, Sängerin zu werden – ein Vorhaben, das sich nach dem Besuch der Handelsschule und der anschließenden Arbeit als Sekretärin beim Berliner Dietz Verlag im Alter von 17 Jahren, auf die Schauspielerei ausweitet. Mehrere Bewerbungen an der Schauspielschule sollten scheitern. Sie beschloss neben ihrer Arbeit im Verlag privaten Schauspielunterricht bei Eduard von Winterstein, der ihr Dozenten für Literaturgeschichte, Sprecherziehung und Bewegungsunterricht vermittelte, zu nehmen. Ab 1959 gehörte sie dann schließlich zum festen Bestandteil des Deutschen Fernsehfunks. Zunächst trat sie vorwiegend in Kindersendungen auf, wo sie populäre Figuren wie die Puppe Edelgard oder Bastelinchen in DFF-Sendungen wie Unser Sandmännchen, Bahnhof Puppenstadt oder Treff mit Petra verkörperte.

### Film, Fernsehen und Hörspiel
Helga Piur gab ihr Fernsehdebüt 1958 in einer kleineren Rolle in dem Fernsehfilm Sympathien durch Infamien. Anfang der 1960er Jahre wurde sie wiederholt in Nebenrollen einiger DEFA-Kinoproduktionen besetzt, wie 1961 als Flugbegleiterin Gudrun Die Liebe und der Co-Pilot. Von 1969 bis 1971 war sie als Elfi in 9 Folgen der Fernsehserie Dolles Familienalbum von Eberhard Schäfer in ihrer ersten größeren Serienrolle zu sehen. In den 1970er Jahren spielte sie an der Seite von Herbert Köfer, Ingeborg Krabbe und Heinz Rennhack in einer Vielzahl an Fernsehlustspielen, u. a. in Du bist dran mit Frühstück (1975), Männerwirtschaft (1975) und Nicht kleinzukriegen (1976). Mehrfach trat sie in den Episoden der Fernsehreihen Der Staatsanwalt hat das Wort und Polizeiruf 110 in Erscheinung. Daneben wirkte sie zwischen 1978 und 1990 in der Fernsehserie Schauspielereien, in der sie pro Folge in mehrere Rollen gleichzeitig schlüpfte.
Ihren Durchbruch hatte Piur 1985 in der Arztserie Zahn um Zahn, wo sie bis 1988 die Sprechstundenhilfe Victoria Happmeyer, genannt „Häppchen“, an der Seite von Alfred Struwe als Zahnarzt Dr. Alexander Wittkugel verkörperte. Ab 1988 gehörte Piur zum festen Ensemble des DFF, der jedoch zum Jahresende 1991 abgewickelt wurde. Für ihre darstellerischen Leistungen in der DDR erhält sie zweimal den Goldenen und zweimal den Silbernen Lorbeer und wird 1986 und 1987 von den Zuschauern zum Fernsehliebling gewählt.
Im Juli 1990 wurde auf DFF 1 die siebenteilige Nachfolgeserie von Zahn um Zahn mit dem Titel Klein, aber Charlotte ausgestrahlt. Piur spielte in ihr die Titelrolle der Versicherungsvertreterin Charlotte Klein. 1991 zählte sie als Alice Blümert zur Hauptbesetzung der siebenteiligen DDR-Zirkusserie Aerolina. 1995 war sie neben Anke Sevenich in der 13-teiligen ARD-Anwaltserie Kanzlei Bürger in der durchgehenden Rolle der Annegret Nelken zu sehen. Von 1999 bis 2019 übernahm sie an der Seite von Frank Schöbel die Rolle der Frau Holle in der Weihnachts-Fernsehsendung Fröhliche Weihnachten mit Frank des MDR und sang im Rahmen dieser Paraderolle mehrere Lieder wie Frau Holle bäckt ne Stolle und Mein Name ist Frau Holle. 2019 war anlässlich ihres 80. Geburtstages eine Gastrolle mit ihr als Häppchen in der ARD-Krankenhausserie In aller Freundschaft geplant. Als Piur das Drehbuch las, aus dem hervorging, dass sie lediglich eine Blumenverkäuferin mit drei Sätzen spielen sollte, lehnte sie das Angebot ab.
Helga Piur betätigte sich auch als Hörspielsprecherin. Ab 1965 wirkte sie kontinuierlich in zahlreichen Hörspielproduktionen für den Rundfunk der DDR mit. Sie war insgesamt an 150 Hörspielen beteiligt. Von 1967 bis 1982 war Piur neben Herbert Köfer und Marianne Wünscher in den 678 produzierten Folgen der Hörspielserie Neumann, zweimal klingeln auf Radio DDR I als deren Tochter Brigitte Neumann zu hören. Als Synchronsprecherin lieh sie unter anderem Brigitte Bardot für DEFA-Synchronfassungen ihre Stimme.

### Privates
Helga Piur lernte in den 1960er Jahren bei Dreharbeiten den elf Jahre älteren Schauspieler Gert Andreae vom Deutschen Theater Berlin kennen. Nach der Geburt einer gemeinsamen Tochter widmete sich Piur wieder ihrer künstlerischen Laufbahn. 1970 erkrankte Andreae jedoch an Krebs, was Piur zur Kündigung ihres Vertrags beim Fernsehen und nach seinem Tod zu einer zweijährigen Pause veranlasste. 1974 heiratete sie den Autor und Regisseur Günter Stahnke, den sie im Zuge der Dreharbeiten der Fernsehserie Dolles Familienalbum kennenlernte und mit dem sie bis zu seinem Tod im November 2018 verheiratet war. Im März 2009 erschien mit Ein Häppchen von mir – Erinnerungen ihre Autobiografie im Verlag Das Neue Berlin. Sie lebt in Fredersdorf-Vogelsdorf.

## Filmografie

### Kinofilme
- 1960: Ein neuer Tag bricht an
- 1961: Die Liebe und der Co-Pilot
- 1961: Der Landarzt
- 1961: Ärzte
- 1962: Die aus der 12b
- 1974: Orpheus in der Unterwelt

### Fernsehfilme
- 1958: Sympathien durch Infamien
- 1959: Nasreddin und der Wucherer
- 1960: Tanzmädchen für Istanbul
- 1962/1990: Monolog für einen Taxifahrer (Sprecherin)
- 1963: Die Trompete von Knatterwitz
- 1963: Wenn du denkst, du hast'n
- 1964: Der Kammersänger
- 1965: Die kriminelle Hochzeitsnacht
- 1965: Die Allerschönste
- 1966: Oma und die bösen Buben
- 1967: Immer um den März herum
- 1967: Mit 70 hat man noch Träume
- 1967: Hallo, du altes Spreeathen!
- 1968: Urlaub
- 1969: Die Pferdekur
- 1973: Der Floh im Ohr
- 1973: Reizende Ferien
- 1974: Das geheimnisvolle Doppelleben des Edgar Fabian
- 1974: Wie sag ich's meinen Kindern?
- 1974: Cibulka heiratet
- 1975: Du bist dran mit Frühstück
- 1975: Fischzüge
- 1975: Das Sommerhaus
- 1975: Männerwirtschaft
- 1976: Nicht kleinzukriegen
- 1976: In 5 Runden durch Liebe k.o.
- 1978: Ich bin nicht meine Tante
- 1978: Sonnig – aber Frosteinbrüche
- 1979: Kille, kille Händchen
- 1979: Marta, Marta
- 1980: Wo warst du heute Nacht, Caroline?
- 1980: Niemand liebt dich – wieso ich?
- 1980: Nicht verzagen, Trudchen fragen
- 1981: Der Kuckuck bin ich
- 1982: Familie Birnchen
- 1983: Märkische Chronik
- 1986: König Karl
- 1986: Richter in eigener Sache
- 1987: Maxe Baumann aus Berlin
- 1988: Die Glucke
- 1988: Katrin
- 1989: Der Mann im Schrank
- 1989: Eine Frau für drei
- 1996: Der Millionär
- 2001: Das Weibernest

### Fernsehserien
- 1963: Blaulicht:  Kümmelblättchen
- 1968: Der Staatsanwalt hat das Wort: Strafsache Anker
- 1969: Dolles Familienalbum (9 Folgen)
- 1977: Polizeiruf 110: Kollision
- 1978–1990: Schauspielereien (5 Folgen)
- 1980: Polizeiruf 110: Die Entdeckung
- 1981: Polizeiruf 110: Nerze
- 1983: Märkische Chronik (2 Folgen)
- 1984: Familie intakt (7 Folgen)
- 1985–1988: Zahn um Zahn (21 Folgen)
- 1985: Die Leute von Züderow (Folge Ein Fall für Grafe)
- 1987: Leute sind auch Menschen (3 Folgen)
- 1990: Der Staatsanwalt hat das Wort: Küsse und Schläge
- 1990: Klein, aber Charlotte (7 Folgen)
- 1991: Aerolina (7 Folgen)
- 1994: Großstadtrevier (Folge Schutzengel)
- 1995: Kanzlei Bürger (13 Folgen)
- 1997: Für alle Fälle Stefanie (Folge Missklänge)

## Hörspiele
- 1965: Heinz Knobloch: Pardon für Bütten (Vera) – Regie: Wolfgang Brunecker (Kinderhörspiel – Rundfunk der DDR)
- 1967: Horst Enders: Die Rettungsmedaille (Bärbel Hallers) – Regie: Ingeborg Milster (Kinderhörspiel – Rundfunk der DDR)
- 1967: Rolf Wohlgemuth: Verraten und verkauft (Francoise) – Regie: Peter Groeger (Hörspiel – Rundfunk der DDR)
- 1967: Leonid Leonow: Professor Skutarewski (Shenja) – Regie: Helmut Hellstorff (Hörspiel – Rundfunk der DDR)
- 1968: Ilja Konstantinowski: Verjährungsfrist (Barbara) – Regie: Helmut Molegg (Hörspiel – Rundfunk der DDR)
- 1968: Alexander Lukin / Dimitri Poljanowski: Mal angenommen, es ist Liebe – Regie: Ingeborg Milster (Kinderhörspiel – Rundfunk der DDR)
- 1968: Ulrich Waldner: Der vergessene Hochzeitstag (Brigitte) – Regie: Joachim Gürtner (Hörspielreihe: Neumann, zweimal klingeln – Rundfunk der DDR)
- 1968: Joachim Witte: Der Aufräumungseinsatz (Brigitte) – Regie: Joachim Gürtner (Hörspielreihe: Neumann, zweimal klingeln – Rundfunk der DDR)
- 1968: Werner Jahn: Mit Musik geht alles besser (Brigitte) – Regie: Joachim Gürtner (Hörspielreihe: Neumann, zweimal klingeln – Rundfunk der DDR)
- 1968: Peter Brock: Der verwettete Hund  (Brigitte) – Regie: Joachim Gürtner (Hörspielreihe: Neumann, zweimal klingeln – Rundfunk der DDR)
- 1968: Gerhard Jäckel: Oma und die Untermieter  (Brigitte) – Regie: Joachim Gürtner (Hörspielreihe: Neumann, zweimal klingeln – Rundfunk der DDR)
- 1968: Brigitte Tenzler: Eine kleine Nachtmusik (Brigitte) – Regie: Joachim Gürtner (Hörspielreihe: Neumann, zweimal klingeln – Rundfunk der DDR)
- 1968: Eberhard Richter: Ohne Vater geht es nicht (Brigitte) – Regie: Joachim Gürtner (Hörspielreihe: Neumann, zweimal klingeln – Rundfunk der DDR)
- 1968: Edith Leonhardt: Die Feierabendbrigade (Brigitte) – Regie: Joachim Gürtner (Hörspielreihe: Neumann, zweimal klingeln – Rundfunk der DDR)
- 1970: Horst Bastian: Deine Chance zu leben – Regie: Detlef Kurzweg (Hörspiel – Rundfunk der DDR)
- 1970: Hans Christian Andersen: Das hässliche Entlein (Entlein) – Regie: Dieter Scharfenberg (Kinderhörspiel – Litera)
- 1970: Arne Leonhardt: Charme und Elektronik (Brigitte) – Regie: Joachim Gürtner (Hörspielreihe: Neumann, zweimal klingeln – Rundfunk der DDR)
- 1970: Gottfried Teichmann: Zwölf Stunden Montageurlaub (Brigitte) – Regie: Joachim Gürtner (Hörspielreihe: Neumann, zweimal klingeln – Rundfunk der DDR)
- 1971: Horst Buerschaper: Ilmenau und zurück (Brigitte) – Regie: Joachim Gürtner (Hörspielreihe: Neumann, zweimal klingeln – Rundfunk der DDR)
- 1971: Heinrich Mann: Die Jugend des Königs Henri Quatre – Regie: Fritz Göhler  (Hörspiel – Rundfunk der DDR)
- 1973: Wilhelm Hampel: Zwecks Freizeitsgestaltung (Brigitte) – Regie: Joachim Gürtner (Hörspielreihe: Neumann, zweimal klingeln – Rundfunk der DDR)
- 1974: Albert Plau: Villa Klamé  (Brigitte) – Regie: Joachim Gürtner (Hörspielreihe: Neumann, zweimal klingeln – Rundfunk der DDR)
- 1976: Rudolf Braune: Das Mädchen an der Orga Privat (Grete) – Regie: Barbara Plensat (Rundfunk der DDR)
- 1976: Robert Soulat: Malembreuse oder Die übertriebene Höflichkeit (Yvonne) – Regie: Peter Groeger (Hörspiel – Rundfunk der DDR)
- 1976: Wassili Schuschin: Energische Leute (Sonja) – Regie: Wolfgang Schonendorf (Hörspiel – Berliner Rundfunk)
- 1977: Sabine Fischer: Eine seltsame Kiste (Brigitte) – Regie: Joachim Gürtner (Hörspielreihe: Neumann, zweimal klingeln – Rundfunk der DDR)
- 1978: Brigitte Gotthardt: Reiseabenteuer (Brigitte) – Regie: Joachim Gürtner (Hörspielreihe: Neumann, zweimal klingeln – Rundfunk der DDR)
- 1978: Erika Runge: Die Verwandlungen einer fleißigen, immer zuverlässigen und letztlich unauffälligen Chefsekretärin – Regie: Peter Groeger (Hörspiel – Rundfunk der DDR)
- 1979: Wolfgang Stemmler: Nichtraucher in zehn Tagen (Brigitte) – Regie: Joachim Gürtner (Hörspielreihe: Neumann, zweimal klingeln – Rundfunk der DDR)
- 1980: Michail Bulgakow: Die Kabale der Scheinheiligen (Armande) – Regie: Werner Grunow (Hörspiel – Rundfunk der DDR)
- 1981: Arne Leonhardt: Jazz am Grab (Frau Stimpel) – Regie: Werner Grunow (Hörspielpreis der Kritiker für Autor und Regie 1982 – Rundfunk der DDR)
- 1984: Bodo Schulenburg: Maus mit blauen Socken (Maus) – Regie: Manfred Täubert (Kinderhörspiel/Kurzhörspiel aus Reihe: Geschichten aus dem Hut – Rundfunk der DDR)

## Auszeichnungen
- 1986; 1987: Fernsehliebling

## Autobiografie
- Helga Piur: Ein Häppchen von mir – Erinnerungen. Verlag Das Neue Berlin, Berlin 2009, ISBN 978-3-360-01958-5.